# 大伍茲鎮區 (明尼蘇達州馬歇爾縣)
大伍茲鎮區（英語：Big Woods Township）是位於美國明尼蘇達州馬歇爾縣的一個行政鎮區。

## 歷史
大伍茲鎮區於1882年設立，得名自當地大片的樹林。

## 地方資料
大伍茲鎮區的面積為80.08平方千米，當中陸地面積為79.35平方千米，而水域面積為0.73平方千米。根據2020年美國人口普查的數據，當地共有人口35人，而人口密度為每平方千米0.44人。